# Tajon Buchanan
Tajon Trevor Buchanan (Brampton, Ontario, 8 de febrero de 1999) es un futbolista canadiense. Juega como delantero en el Villarreal C. F. de la Primera División de España. Es internacional con la selección de Canadá.

## Trayectoria

### Inicios
Nació y creció en Brampton, Ontario y es de ascendencia jamaiquina. Su padre murió cuando tenía siete años. Comenzó a jugar fútbol con Brampton Youth, cuando tenía ocho años. Buchanan ganó la Copa IMG 2014 con los Mississauga Falcons.  A los 15 años, se mudó con su mejor amigo y el padre de su mejor amigo (y su antiguo entrenador), Chrys Chrysanthou, a Colorado, donde se unió a la academia de la USSDA Real Colorado.
Pasó dos años jugando fútbol universitario en la Universidad de Siracusa entre 2017 y 2018, haciendo 33 apariciones, anotando 12 goles y sumando seis asistencias. Después de dos años con los Orange, se fue temprano y firmó un contrato de Generación Adidas con la Major League Soccer antes del SuperDraft de la MLS 2019.
En el verano de 2018 pasó al Sigma FC de la League1 Ontario, donde jugó siete partidos y marcó dos goles.

### New England Revolution
A continuación firmó un contrato de tipo Generación Adidas con la Major League Soccer antes del SuperDraft de la MLS 2019.
El 11 de enero de 2019, jugando para el New England Revolution, fue seleccionado noveno en el SuperDraft MLS 2019. Hizo su debut profesional el 9 de marzo de 2019, cuando ingresó en el minuto 81 en una derrota por 2 a 0 ante el Columbus Crew SC. El 24 de noviembre de 2020, anotó sus primeros dos goles en los playoffs de la MLS Cup, en la victoria por 2 a 0 ante el Philadelphia Union.
Durante la temporada 2021, la buena forma continua de Buchanan para el Revolution le valió una nominación al equipo de la MLS para el Juego de Estrellas de la MLS 2021 en agosto de 2021.

### Club Brujas
El 24 de agosto de 2021 se hizo oficial su fichaje por el Club Brujas para los siguientes tres años y medio a partir de enero de 2022. Fue cedido de nuevo al New England Revolution por el resto de la temporada 2021 de la MLS. La tarifa de transferencia de $7 millones (con una cláusula de venta del 10%) pagada por el Club Brujas fue un récord del club recibido por el Revolution por uno de sus jugadores. Hizo su debut con el Brujas contra el Sint-Truiden el 15 de enero de 2022. Anotó su primer gol el 24 de abril contra el Royal Antwerp.

### Inter de Milán
El 5 de enero de 2024 fichó por el Inter de Milán de la Serie A por 7 millones de euros y más de 3 millones de euros en complementos por un contrato de cuatro años y medio, En el proceso, se convirtió en el primer jugador canadiense del Inter. Hizo su debut con su nuevo club el 16 de febrero, como sustituto de Alessandro Bastoni en la victoria por 4-0 sobre el Salernitana. El 10 de mayo de 2024 anotó su primer gol con el Inter, anotando el tercer tanto en la victoria por 5-0 contra el Frosinone.

#### Préstamo y venta en Villarreal
El 1 de febrero de 2025, Buchanan se unió al Villarreal de España cedido con opción a compra. El 29 de julio de 2025, Buchanan hizo su traspaso a Villarreal de forma permanente, ya que el Inter de Milán y el Villarreal acordaron una tarifa de 14.4 millones de dólares canadienses, recibiendo el club de la Serie A el 20% de cualquier futura venta.

## Selección nacional

### Categorías inferiores
Fue incluido en la lista provisional de la sub-23 de Canadá para el Campeonato de Clasificación Olímpica Masculina de CONCACAF 2020 el 26 de febrero de 2020. Un año después, fue seleccionado para el equipo final del torneo, que había sido reprogramado para el 10 de marzo de 2021. En el primer partido de Canadá, anotó un doblete en la victoria por 2-0 sobre El Salvador.

### Selección canadiense

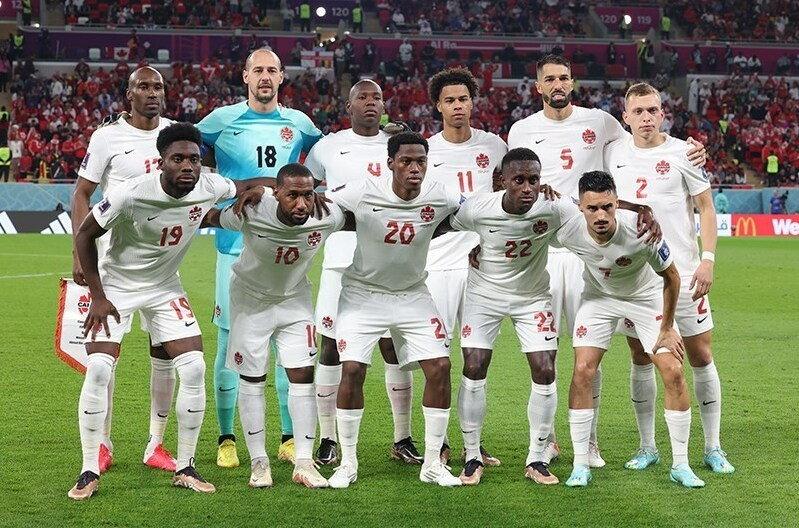
Buchanan (11) con Canadá en 2022

Fue invitado al campamento de la selección mayor de Canadá en enero de 2021 y convocado en junio para los partidos por la clasificación de Concacaf para la Copa Mundial 2022 ante Aruba y Surinam. Debutó en la selección mayor en la victoria ante Aruba por 7 a 0, partido en el que marcó dos goles. El 18 de junio Buchanan fue nombrado para Canadá Equipo preliminar de 60 hombres para la Copa Oro CONCACAF 2021. El 1 de julio fue convocado para el equipo final de 23 hombres. Anotó su primer gol con la selección absoluta el 29 de julio contra México en la etapa semifinal de la Copa Oro, logrando el empate en una eventual derrota por 2-1. El juego de Buchanan en el torneo fue ampliamente elogiado por los medios de la región y al final de la competencia fue nombrado ganador del Premio al Mejor Jugador Joven de la Copa Oro de la CONCACAF 2021.
En noviembre de 2022 fue incluido en el equipo de Canadá para la Copa Mundial de la FIFA 2022. En el segundo partido de Canadá, el 27 de noviembre contra Croacia, el equipo anotó su primer gol en una Copa del Mundo masculina, con Buchanan enviando un centro que fue encontrado por la cabeza de Alphonso Davies y enviado al fondo de la red.
En junio de 2023 fue incluido en la lista de 23 jugadores de Canadá antes de las Finales de la Liga de Naciones de la CONCACAF 2023. En junio de 2024, Buchanan fue convocado a la selección canadiense para la Copa América 2024. Después de que Canadá avanzara a la fase eliminatoria, Buchanan sufriría una fractura de tibia mientras entrenaba para el partido de cuartos de final contra Venezuela, y se sometería a una cirugía para reparar la fractura.

## Estadísticas

### Clubes
Actualizado al último partido jugado el 25 de mayo de 2025.
| Club                                  | Div.          | Temporada     | Liga (1) | Liga (1) | Copas nacionales(2) | Copas nacionales(2) | Copas internacionales(3) | Copas internacionales(3) | Total | Total | Media goleadora |
| Club                                  | Div.          | Temporada     | Part.    | Goles    | Part.               | Goles               | Part.                    | Goles                    | Part. | Goles | Media goleadora |
| ------------------------------------- | ------------- | ------------- | -------- | -------- | ------------------- | ------------------- | ------------------------ | ------------------------ | ----- | ----- | --------------- |
| Sigma FC · Canadá                     | 3.ª           | 2018          | 7        | 2        | —                   | —                   | —                        | —                        | 7     | 2     | 0.29            |
| Sigma FC · Canadá                     | Total club    | Total club    | 7        | 2        | —                   | —                   | —                        | —                        | 7     | 2     | 0.29            |
| New England Revolution Estados Unidos | 1.ª           | 2019          | 10       | 0        | 1                   | 0                   | —                        | —                        | 11    | 0     | 0               |
| New England Revolution Estados Unidos | 1.ª           | 2020          | 28       | 3        | —                   | —                   | —                        | —                        | 28    | 3     | 0.11            |
| New England Revolution Estados Unidos | 1.ª           | 2021          | 28       | 9        | —                   | —                   | —                        | —                        | 28    | 9     | 0.32            |
| New England Revolution Estados Unidos | Total club    | Total club    | 66       | 12       | 1                   | 0                   | —                        | —                        | 67    | 12    | 0.18            |
| Club Brujas · Bélgica                 | 1.ª           | 2021-22       | 14       | 1        | 1                   | 0                   | —                        | —                        | 15    | 1     | 0.07            |
| Club Brujas · Bélgica                 | 1.ª           | 2022-23       | 24       | 1        | 2                   | 0                   | 6                        | 0                        | 32    | 1     | 0.03            |
| Club Brujas · Bélgica                 | 1.ª           | 2023-24       | 12       | 2        | 0                   | 0                   | 8                        | 1                        | 20    | 3     | 0.15            |
| Club Brujas · Bélgica                 | Total club    | Total club    | 50       | 4        | 3                   | 0                   | 14                       | 1                        | 67    | 5     | 0.07            |
| Inter de Milán · Italia               | 1.ª           | 2023-24       | 10       | 1        | 0                   | 0                   | 0                        | 0                        | 10    | 1     | 0.1             |
| Inter de Milán · Italia               | 1.ª           | 2024-25       | 6        | 0        | 1                   | 0                   | 0                        | 0                        | 7     | 0     | 0               |
| Inter de Milán · Italia               | Total club    | Total club    | 16       | 1        | 1                   | 0                   | 0                        | 0                        | 17    | 1     | 0.06            |
| Villarreal C. F. · España             | 1.ª           | 2024-25       | 13       | 1        | —                   | —                   | —                        | —                        | 13    | 1     | 0.08            |
| Villarreal C. F. · España             | 1.ª           | 2025-26       | 0        | 0        | 0                   | 0                   | 0                        | 0                        | 0     | 0     | 0               |
| Villarreal C. F. · España             | Total club    | Total club    | 13       | 1        | 0                   | 0                   | 0                        | 0                        | 13    | 1     | 0.08            |
| Total carrera                         | Total carrera | Total carrera | 152      | 20       | 5                   | 0                   | 14                       | 1                        | 171   | 21    | 0.12            |

### Partidos internacionales
Último partido jugado el 29 de junio de 2025.
| Selección           | Partidos | Goles |
| ------------------- | -------- | ----- |
| Selección de Canadá | 51       | 8     |

Los puntajes y resultados enumeran el recuento de goles de Canadá en primer lugar, la columna de puntajes indica el marcador después de cada gol de Buchanan.

#### Participaciones en Copas América
| Torneo            | Sede           | Resultado     | Partidos | Goles |
| ----------------- | -------------- | ------------- | -------- | ----- |
| Copa América 2024 | Estados Unidos | Cuarto puesto | 3        | 0     |

| 1.  | 5 de junio de 2021      | IMG Academy, Bradenton                     | Canadá | 7-0 | Aruba          |     | Primera ronda de la Clasificación Mundial 2022 | 90' |
| 2.  | 8 de junio de 2021      | SeatGeek, Bridgeview, Estados Unidos       | Canadá | 4-0 | Surinam        |     | Primera ronda de la Clasificación Mundial 2022 | 81' |
| 3.  | 12 de junio de 2021     | Sylvio Cator, Puerto Príncipe, Haití       | Canadá | 1-0 | Haití          |     | Segunda ronda de la Clasificación Mundial 2022 | 78' |
| 4.  | 15 de junio de 2021     | SeatGeek, Bridgeview, Estados Unidos       | Canadá | 3-0 | Haití          |     | Segunda ronda de la Clasificación Mundial 2022 | 82' |
| 5.  | 11 de julio de 2021     | Sporting Park, Kansas City, Estados Unidos | Canadá | 4-1 | Martinica      |     | Copa Oro 2021                                  | 90' |
| 6.  | 15 de julio de 2021     | Sporting Park, Kansas City, Estados Unidos | Canadá | 4-1 | Haití          |     | Copa Oro 2021                                  | 77' |
| 7.  | 18 de julio de 2021     | Sporting Park, Kansas City, Estados Unidos | Canadá | 0-1 | Estados Unidos |     | Copa Oro 2021                                  | 90' |
| 8.  | 25 de julio de 2021     | AT&T Stadium, Arlington, Estados Unidos    | Canadá | 2-0 | Costa Rica     |     | Copa Oro 2021                                  | 88' |
| 9.  | 29 de julio de 2021     | NGR, Houston, Estados Unidos               | Canadá | 1-2 | México         | 57' | Copa Oro 2021                                  | 90' |
| 10. | 2 de aeptiembre de 2021 | BMO Field, Toronto, Canadá                 | Canadá | 1-1 | Honduras       |     | Tercera ronda de la Clasificación Mundial 2022 | 46' |
| 11. | 8 de junio de 2021      | Nissan, Nashville, Estados Unidos          | Canadá | 1-1 | Estados Unidos |     | Tercera ronda de la Clasificación Mundial 2022 | 65' |
| 12. | 8 de septiembre de 2021 | BMO Field, Toronto, Canadá                 | Canadá | 3-0 | El Salvador    | 59' | Tercera ronda de la Clasificación Mundial 2022 | 90' |
| 13. | 7 de octubre de 2021    | Azteca, Ciudad de México, México           | Canadá | 1-1 | México         |     | Tercera ronda de la Clasificación Mundial 2022 | 90' |
| 14. | 13 de octubre de 2021   | BMO Field, Toronto, Canadá                 | Canadá | 4-1 | Panamá         | 71' | Tercera ronda de la Clasificación Mundial 2022 | 90' |

## Palmarés

### Títulos nacionales
| Título                      | Club                   | País           | Año  |
| --------------------------- | ---------------------- | -------------- | ---- |
| MLS Supporters' Shield      | New England Revolution | Estados Unidos | 2021 |
| Primera División de Bélgica | Club Brujas            | Bélgica        | 2022 |
| Supercopa de Bélgica        | Club Brujas            | Bélgica        | 2022 |
| Supercopa de Italia         | Inter de Milán         | Italia         | 2023 |
| Serie A                     | Inter de Milán         | Italia         | 2024 |

### Distinciones individuales
| Distinción                                            | Año  | Ref.   |
| ----------------------------------------------------- | ---- | ------ |
| Mejor jugador internacional joven canadiense del año. | 2020 | [ 38 ] |
| Mejor jugador joven de la Copa Oro.                   | 2021 | [ 39 ] |
| Once Ideal de la Copa Oro.                            | 2021 | [ 40 ] |

## Estilo de juego
Conocido por su versatilidad y habilidad técnica, suele jugar como lateral, pero también puede desplegarse como centrocampista y extremo.[cita requerida]